# Региони на Италия
Регионите на Италия представляват първото ниво на териториално подразделение на италианската държава, както и обществен орган, надарен с политическа и административна автономия, разрешена и ограничена главно от Конституцията на Италианската република (чл. 114-133).

## Общи характеристики
Има 20 италиански региона (на итал. ед. ч. regione, реджоне, мн. ч. regioni) и с изключение на Вале д'Аоста те са разделени на обширни територии (на итал. aree vaste). Обширните територии могат да бъдат от два типа: метрополни градове, в случая 14, и провинциии, 92 (сред които 2-те автономни провинции на регион Трентино-Алто Адидже, 6-те свободни общински консорциума на регион Сицилия, 4-те регионални органа за децентрализация на регион Фриули-Венеция Джулия и автономният регион Вале д'Аоста, който се разглежда единствено за целите на статистиката, понеже официално е автономна област без подразделения от второ ниво).
Регион Трентино-Алто Адидже се отличава от останалите 19 региона по факта, че властта за вземане на решения (много по-засилена отколкото в другите региони) се упражнява директно на ниво провинция с автономните провинции Тренто и Болцано. 
Най-малкото административно ниво в рамките на регионите е общината (на итал. comune). 

## История
Първото определение за това какво ще се развие в италианските региони в бъдеще се появява в годините непосредствено след Обединението на Италия, т.е. след 1861 г. Една от първите тревоги на новороденото Кралство Италия е страхът от децентрализация, разглеждана като предшестваща разпадането на кралството. По онова време се отделя особено внимание на административната и политическата централизация.
Впоследствие Законът от 20 март 1865 г., n. 2248 (наричан още „Закон Риказоли“) урежда, наред с други неща, функциите на провинциите (province), окръзите (circondari), районите (mandamenti) и общините (comuni). Провинциите по-специално са конфигурирани като „органи за децентрализация на централната администрация“, ръководени обаче от префект със задачата да проверява съответствието на провинциалните и общинските актове с държавните закони. Впоследствие Кралският указ от 10 февруари 1889 г., n. 5921 и Законите от 21 май 1908 г. n. 269 и 4 февруари 1915 г., n. 148 (наречени „Единни текстове на общинските и провинциалните закони“) гарантира малко по-широка граница на административна децентрализация.
Следователно в Кралство Италия има общини и провинции (окръзите са премахнати през 1923 г., областите през 1927 г.), но регионите все още не съществуват като териториални единици (те са родени с Конституцията на Италианската република след Втората световна война). Още през втората половина на 19 век обаче Пиетро Маестри групира провинциите в „териториални области“ или „компартименти“ за статистически цели, които са предшествениците на днешните италиански региони. Компартиментите обаче не са нищо повече от географски подразделения за статистически цели, без правителство или администрация. Терминът „регион“ като заместител на термина compartimento се появява за първи път в италианския статистически годишник от 1912 г. „Статистическите компартименти“, дефинирани от Пиетро Маестри, имат деление, което остава почти непроменена в разграничението на „регионите“ от Втората световна война, дотолкова че е трудно да се забележат разликите между компартиментите от 1870 г. и днешните региони (освен за териториите, които все още не са анексирани).
Италия въвежда регионите в правната си система с Конституцията на Италианската република, която влиза в сила на 1 януари 1948 г., която предвижда следното: „Републиката се дели на региони, провинции и общини“ (чл. 114) и „Регионите са съставени от автономни органи със собствена власт и функции според принципите, залегнали в Конституцията“. (чл. 115)
Фриули и Венеция Джулия са обединени в регион Фриули-Венеция Джулия, а Абруцо и Молизе се сливат в регион Абруци и Молизе. През 1963 г. регионът Абруци и Молизе отново се разделя на двата региона: Абруцо и Молизе, с което сегашният брой на регионите достига 20.

## Демографски и географски данни
По-долу е таблицата, съдържаща населението, площта, гъстотата на населението, столицата, броя общини и провинциите на 20-те италиански региона. Данните са актуализирани към 31 декември 2022 г.
| Регион                | Столица    | Население  | Площ (km²) | Гъстота (души/km²) | Провинции и метрополни градове                                                                     | Общини |
| --------------------- | ---------- | ---------- | ---------- | ------------------ | -------------------------------------------------------------------------------------------------- | ------ |
| Ломбардѝя             | Милано     | 9 976 509  | 23 863     | 418,07             | Бергамо, Бреша, Комо, Кремона, Леко, Лоди, Мантуа, Милано, Монца и Брианца, Павия, Сондрио, Варезе | 1502   |
| Лàцио                 | Рим        | 5 720 536  | 17 232     | 331,98             | Фрозиноне, Латина, Риети, Рим, Витербо                                                             | 378    |
| Кампàния              | Неапол     | 5 609 536  | 13 671     | 410,34             | Авелино, Беневенто, Казерта, Неапол, Салерно                                                       | 550    |
| Вèнето                | Венеция    | 4 849 553  | 18 345     | 264,35             | Белуно, Падуа, Ровиго, Тревизо, Венеция, Верона, Виченца                                           | 560    |
| Сицѝлия               | Палермо    | 4 814 016  | 25 832     | 186,35             | Агридженто, Калтанисета, Катания, Ена, Месина, Палермо, Рагуза, Сиракуза, Трапани                  | 391    |
| Емѝлия-Ромàня         | Болоня     | 4 437 578  | 22 453     | 197,21             | Болоня, Ферара, Форли-Чезена, Модена, Парма, Пиаченца, Равена, Реджо Емилия, Римини                | 330    |
| Пиемòнт               | Торино     | 4 251 351  | 25 387     | 167,46             | Алесандрия, Асти, Биела, Кунео, Новара, Торино, Вербано-Кузио-Осола, Верчели                       | 1180   |
| Пулия                 | Бари       | 3 907 683  | 19 541     | 199,98             | Бари, Барлета-Андрия-Трани, Бриндизи, Лече, Фоджа, Таранто                                         | 257    |
| Тоскàна               | Флоренция  | 3 661 981  | 22 987     | 159,30             | Арецо, Флоренция, Гросето, Ливорно, Лука, Маса и Карара, Пиза, Пистоя, Прато, Сиена                | 273    |
| Калàбрия              | Катандзаро | 1 846 610  | 15 221     | 121,31             | Катандзаро, Козенца, Кротоне, Реджо Калабрия, Вибо Валенция                                        | 404    |
| Сардѝния              | Каляри     | 1 578 146  | 24 100     | 65,48              | Каляри, Нуоро, Ористано, Сасари, Южна Сардиния                                                     | 377    |
| Лигурия               | Генуа      | 1 507 636  | 5416       | 278,36             | Генуа, Империя, Специя, Савона                                                                     | 234    |
| Мàрке                 | Анкона     | 1 484 298  | 9427       | 158,85             | Анкона, Асколи Пичено, Фермо, Мачерата, Пезаро и Урбино                                            | 225    |
| Абруцо                | Акуила     | 1 272 627  | 10 831     | 117,49             | Киети, Акуила, Пескара, Терамо                                                                     | 305    |
| Фриули-Венèция Джулия | Триест     | 1 194 248  | 7932       | 150,55             | Гориция, Порденоне, Триест, Удине                                                                  | 215    |
| Трентѝно-Алто Àдидже  | Тренто     | 1 077 143  | 13 605     | 79,17              | Болцано, Тренто                                                                                    | 282    |
| Умбрия                | Перуджа    | 856 407    | 8464       | 101,18             | Перуджа, Терни                                                                                     | 92     |
| Базиликàта            | Потенца    | 537 577    | 10 073     | 53,37              | Матера, Потенца                                                                                    | 131    |
| Молѝзе                | Кампобасо  | 290 636    | 4460       | 65,16              | Кампобасо, Изерния                                                                                 | 136    |
| Вàле д'Аòста          | Аоста      | 123 130    | 3261       | 37,76              | Аоста                                                                                              | 74     |
| Италия                | Рим        | 58 997 201 | 302 068    | 195                | 107                                                                                                | 7896   |

## Президенти на регионите
Във всички региони гласуването се извършва съгласно Закон Татарела или неговите изменения, с пряк избор на президент, с изключение на Вале д'Аоста, където президентът се избира от Регионалния съвет, и в Трентино-Алто Адидже, където службата на Президент на региона се възлага на Президента на Автономна провинция Тренто и на Президента на Автономна провинция Болцано на ротационен принцип.
| Разположение | Регион                | Административно деление | Столица    | Знаме | Регионален президент                       | начало на през.  | Регионално седалище |
| ------------ | --------------------- | ----------------------- | ---------- | ----- | ------------------------------------------ | ---------------- | ------------------- |
|              | Вале д'Аоста          |                         | Аоста      |       | Ерик Лавева (Валдостански съюз)            | 2020             |                     |
|              | Пиемонт               |                         | Торино     |       | Алберто Чирио (Форца Италия)               | 2019             |                     |
|              | Лигурия               |                         | Генуа      |       | Джовани Тоти (Cambiamo!)                   | 2015, 2020       |                     |
|              | Ломбардия             |                         | Милано     |       | Атилио Фонтана (Лега Норд)                 | 2018             |                     |
|              | Трентино-Алто Адидже  |                         | Тренто     |       | Маурицио Фугати (Лега Норд)                | 2021             |                     |
|              | Венето                |                         | Венеция    |       | Лука Дзая (Лега Норд)                      | 2010, 2015, 2020 |                     |
|              | Фриули-Венеция Джулия |                         | Триест     |       | Масимилиано Федрига (Лега Норд)            | 2018             |                     |
|              | Емилия-Романя         |                         | Болоня     |       | Стефано Боначини (Демократическа партия)   | 2014, 2020       |                     |
|              | Тоскана               |                         | Флоренция  |       | Еудженио Джани (Демократическа партия)     | 2020             |                     |
|              | Умбрия                |                         | Перуджа    |       | Донатела Тезей (Лега Норд)                 | 2019             |                     |
|              | Марке                 |                         | Анкона     |       | Франческо Акуароли (Братя италианци)       | 2020             |                     |
|              | Лацио                 |                         | Рим        |       | Никола Дзингарети (Демократическа партия)  | 2013, 2018       |                     |
|              | Абруцо                |                         | Акуила     |       | Марко Марсилио (Братя италианци)           | 2019             |                     |
|              | Молизе                |                         | Кампобасо  |       | Донато Тома (Форца Италия)                 | 2018             |                     |
|              | Кампания              |                         | Неапол     |       | Винченцо де Лука (Демократическа партия)   | 2015, 2020       |                     |
|              | Пулия                 |                         | Бари       |       | Микеле Емилияно (независим лявоцентристки) | 2015, 2020       |                     |
|              | Базиликата            |                         | Потенца    |       | Вито Барди (Форца Италия)                  | 2019             |                     |
|              | Калабрия              |                         | Катандзаро |       | Роберто Окиуто (Форца Италия)              | 2021             |                     |
|              | Сицилия               |                         | Палермо    |       | Нело Музумечи (#DiventeràBellissima)       | 2017             |                     |
|              | Сардиния              |                         | Каляри     |       | Кристиян Солинас (Partito Sardo d'Azione)  | 2019             |                     |